# Schoko-Laden-Theater

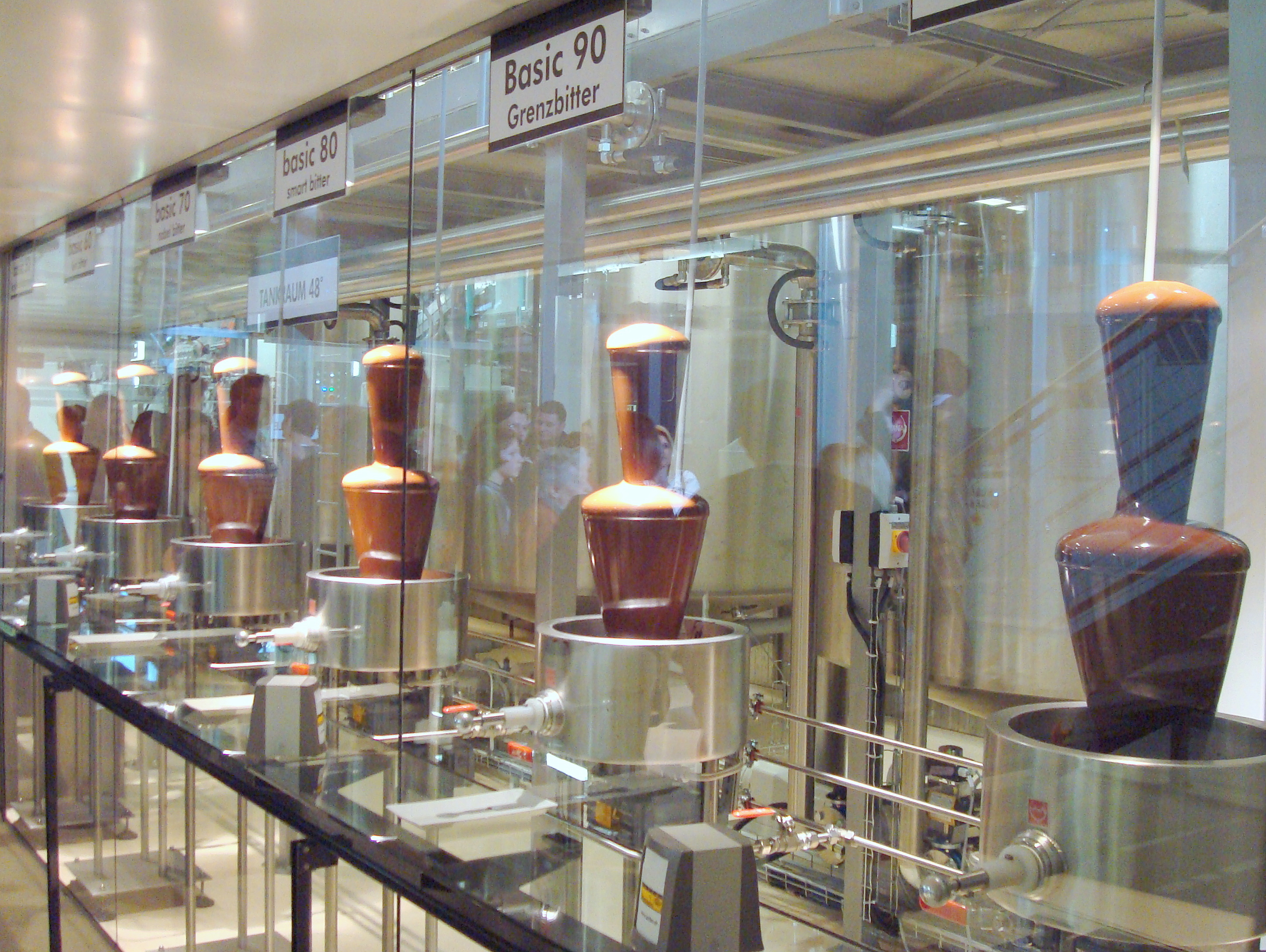
Schokobrunnen im Rahmen der Besichtigungstour im Schoko-Laden-Theater

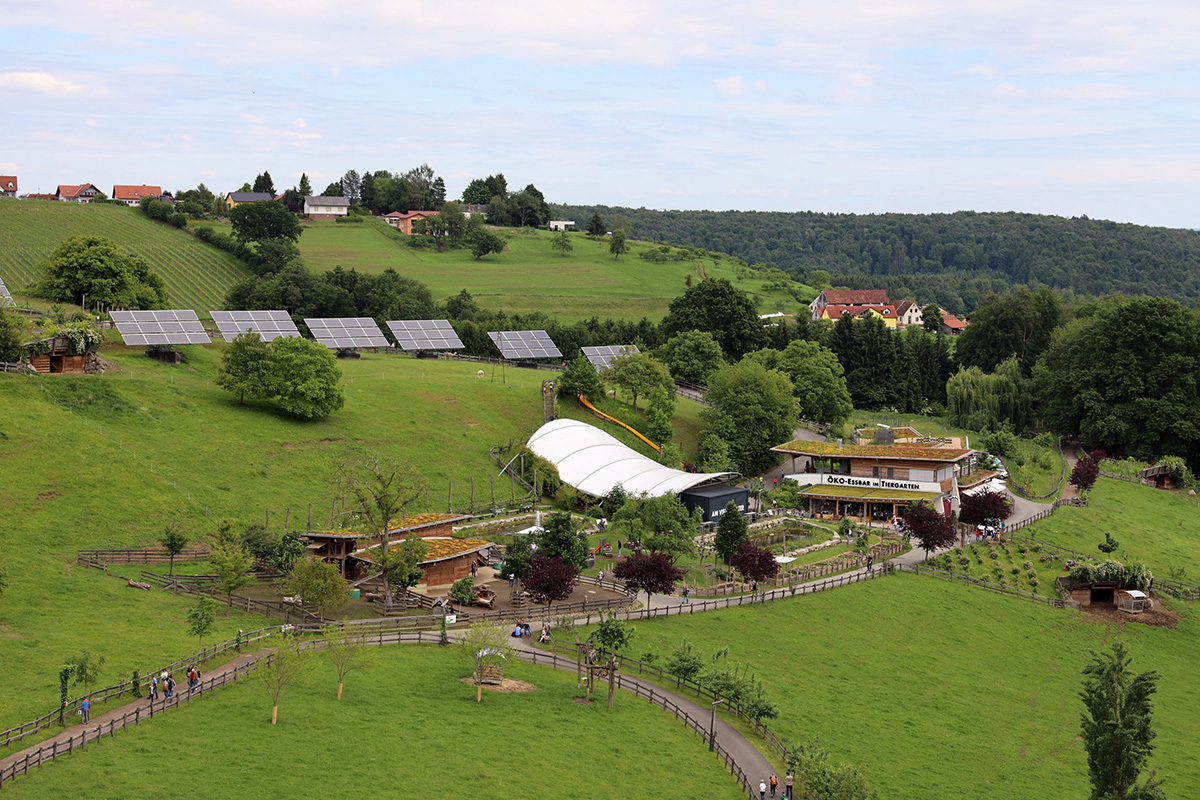
Der essbare Tiergarten

Das Schoko-Laden-Theater in Riegersburg in der Steiermark ist ein Museum, das die Kette der Schokoladenherstellung von der Kakaobohne bis zum Konsum in anschaulicher Weise im laufenden Betrieb präsentiert und Gelegenheit zur Verkostung bietet.
Das Museum wurde 2007 zusammen mit einem neuen Werk in Bergl (Riegersburg) eröffnet. Es befindet sich in Bergl 56 und ist ganzjährig außer an Sonn- und Feiertagen geöffnet. Es wird von der zotter Schokoladen Manufaktur betrieben und verzeichnet jährlich 265.000 Besucher.
Gründer ist der Grazer Chocolatier Josef Zotter, der handgeschöpfte Schokolade ausschließlich in Bio- und Fair-Qualität produziert. Der Museumsbesuch besteht nach einer filmischen Einführung im Wesentlichen aus einer umfangreichen Verkostungstour mit etwa 180 Schokoladesorten. Da Zotter alle Verarbeitungsschritte von der Kakaobohne bis zum fertigen Produkt selbst durchführt, kann das Museum den gesamten Produktionsprozess zeigen.
Angeschlossen an das Schoko-Laden-Theater ist der „Essbare Tiergarten“, in dem Nutztiere in artgerechter Haltung besucht und deren Produkte probiert werden können.
Auf einem Friedhof, angelehnt an den Flavor Graveyard Ben & Jerry’s, werden alle nicht mehr produzierten Schokoladesorten mit einem Grabstein „beerdigt“.